# Cinemática
A cinemática (do grego κινημα, movimento) é o ramo da física que se ocupa da descrição dos movimentos de pontos, corpos ou sistemas de corpos (grupos de objetos), sem se preocupar com a análise de suas causas.
Considerada uma "geometria do movimento", é ocasionalmente vista como um ramo da matemática. Nesse campo, uma situação-problema é iniciada ao descrever a geometria do sistema e declarando as condições iniciais de quaisquer valores de posição, velocidade e/ou aceleração dos pontos do sistema. E então, usando argumentos geométricos, pode-se determinar valores desconhecidos de posição, velocidade e/ou aceleração de partes do sistema. O estudo de como as forças agem nos corpos não é tratado na cinemática, mas na dinâmica.
A cinemática é utilizada na astrofísica para descrever o movimento de corpos celestes e de conjuntos destes. Na engenharia mecânica, robótica e biomecânica a cinemática é útil para descrever o movimento de sistemas compostos por partes interdependentes, como motores, braços robóticos ou o esqueleto humano.
A análise cinemática é o processo de medição das quantidades cinemáticas usadas para a descrição do movimento. Na engenharia, por exemplo, a análise cinemática pode ser utilizada para identificar a amplitude de movimento de um dado mecanismo, enquanto a síntese cinemática serve para o processo inverso, ou seja, para desenhar um mecanismo que terá certa amplitude de movimento. Além disso, a cinemática aplica a geometria algébrica para obter vantagem mecânica em um determinado sistema ou mecanismo.

## Conceitos

### Movimento e graus de liberdade
Um objeto encontra-se em movimento se a sua posição for diferente em diferentes instantes; se a posição permanecer constante, o objeto estará em repouso. Para determinarmos a posição do objeto, será necessário usar outros objetos como referência. Se a posição do corpo em estudo variar em relação ao referencial (objetos em repouso usados como referência), o corpo estará em movimento em relação a esse referencial. 
Assim, o movimento é um conceito relativo, já que um objeto pode estar em repouso em relação a um primeiro referencial, mas em movimento em relação a um segundo referencial.
Os graus de liberdade de um sistema são as variáveis necessárias para medirmos a sua posição exata. Por exemplo, para determinar a posição de uma mosca numa sala, podemos medir a sua distância até o chão e até duas paredes perpendiculares na sala. Teríamos assim um sistema de três coordenadas perpendiculares (coordenadas cartesianas), que se costumam designar pelas letras x, y e z.
Mas para além de se deslocar variando o valor das 3 coordenadas x, y e z, a mosca também pode mudar a sua orientação. Para definir a orientação da reta paralela ao corpo da mosca podemos usar 2 ângulos e seria preciso outro ângulo para indicar a sua rotação em relação a essa reta; assim, temos já 6 graus de liberdade. Continuando, a mosca pode também esticar ou dobrar o seu corpo, abrir ou fechar as asas, etc., e, portanto, do ponto de vista físico tem muitos graus de liberdade.
Podemos simular o movimento da mosca como o movimento de 3 corpos rígidos: as duas asas e o bloco constituído por cabeça, tórax e abdômen. Um corpo rígido é um objeto em que todas as partes mantêm sempre as mesmas distâncias relativas às outras partes. Os movimentos desses 3 corpos rígidos são diferentes, as asas têm movimentos oscilatórios, mas não são completamente independentes, já que existe um ponto comum entre cada asa e o tórax.

### Movimento dos corpos rígidos
A posição de um corpo rígido em qualquer instante pode ser determinada indicando a posição de um ponto do corpo, a orientação de um eixo fixo em relação ao corpo e um ângulo de rotação à volta desse eixo.
A posição do ponto de referência é dada por 3 variáveis e para especificar a orientação do eixo são precisos dois ângulos; assim, um corpo rígido é um sistema com seis graus de liberdade: 3 coordenadas de posição para a posição do ponto de referência, dois ângulos para a orientação do eixo e um ângulo à volta desse eixo.
Se o eixo do corpo rígido mantiver a mesma direção enquanto se desloca, o movimento será de translação. Se existir um ponto dentro do corpo que não se desloca, enquanto outros pontos do corpo estão em movimento, o movimento será de rotação pura. O movimento mais geral será uma sobreposição de translação e rotação (figura abaixo).

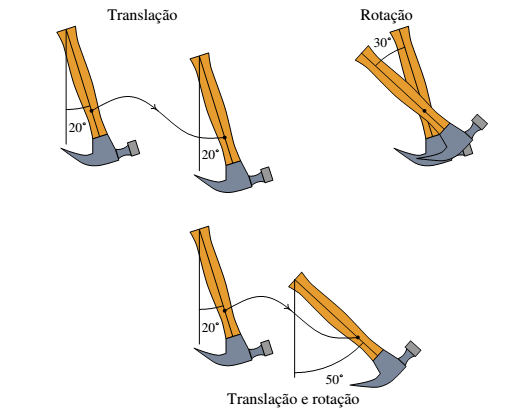
Um corpo rígido pode ter movimento de translação, de rotação ou uma sobreposição dos dois.

Na segunda e terceira parte na figura acima, o martelo rodou em relação a um eixo que permaneceu sempre perpendicular à página e perpendicular ao plano da translação na terceira parte. O eixo de rotação poderá não ser o mesmo em diferentes instantes e não ser perpendicular ao plano de translação.
Se todos os pontos do corpo sofrerem o mesmo deslocamento durante o mesmo intervalo de tempo, de modo que todos têm, em qualquer instante, a mesma velocidade e mesma aceleração, esse movimento será apenas de translação. E chamamos as velocidades e acelerações de, respectivamente, velocidade e aceleração de translação de um corpo rígido. Assim, para estudar um movimento de translação, bastará estudar o movimento de um único ponto qualquer no corpo rígido (por exemplo, o centro de massa). Para definir a posição desse ponto serão precisas, em geral, 3 variáveis e, portanto, o sistema terá 3 graus de liberdade. 
Quando existe translação combinada com rotação, a trajetória de cada ponto no corpo rígido será diferente. Por exemplo, numa roda de um automóvel em movimento, os pontos na superfície dos pneus seguem uma trajetória de cicloide mas existe um ponto que possui uma trajetória mais simples: o centro da roda. Será mais fácil estudar o movimento de translação do centro da roda e a esse movimento sobrepor a rotação. E para estudar a translação do centro teremos novamente 3 graus de liberdade associados com a posição de um ponto.

### Movimento em uma, duas ou três dimensões
O movimento mais geral de um ponto no espaço ocorre em três dimensões, pois existem três graus de liberdade — x, y, e z — que variam em função do tempo. No entanto, em certas situações, esses três graus de liberdade, associados ao movimento de translação de um corpo rígido, podem ser reduzidos a dois ou até mesmo a um.
Por exemplo, o movimento de um automóvel em uma autoestrada pode ser considerado unidimensional se levarmos em conta apenas a trajetória ao longo do solo. Caso o automóvel apresente uma avaria, o motorista só precisa informar o quilômetro exato da autoestrada em que se encontra para que o caminhão de reboque saiba para onde se dirigir. Nesse contexto, o movimento do automóvel ao longo da estrada é descrito pelo aumento da distância percorrida, sendo essa distância o único grau de liberdade relevante.
Vale notar que a distância percorrida não é medida em linha reta, mas ao longo de uma curva tridimensional no espaço. Contudo, como a trajetória dessa curva já está predefinida, basta uma única variável para descrever a posição do automóvel a cada instante.
Se estivéssemos projetando um sistema de condução autônoma, precisaríamos introduzir outra variável, como a distância até a lateral da estrada. Nesse caso, o movimento seria bidimensional.

### Movimentos dependentes
Em alguns sistemas em que aparentemente são necessárias várias variáveis para descrever o movimento dos diferentes componentes do sistema, o número de graus de liberdade pode ser menor devido à existência de restrições no movimento. A figura abaixo mostra um exemplo que descreve o movimento de um cilindro que desce, enquanto o carrinho se desloca sobre a mesa.

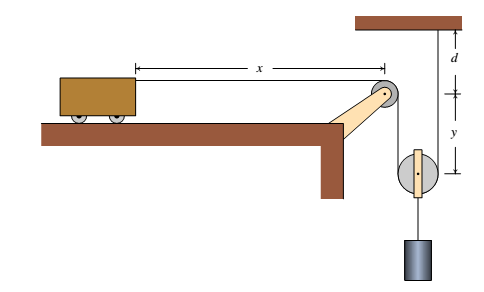
Sistema com dois movimentos dependentes e um único grau de liberdade.

O movimento do carrinho pode ser descrito pela variação da distância horizontal {\displaystyle x} até o eixo da roldana fixa. O movimento do cilindro será igual ao movimento da roldana móvel e, portanto, pode ser descrito pela expressão para a distância vertical {\displaystyle y} entre os centros das roldanas, em função do tempo.
Mas, enquanto o fio permanecer esticado e sem se quebrar, existirá uma relação entre as velocidades e as acelerações do carrinho e do cilindro. Para encontrar essa relação, escreve-se a o comprimento do fio, {\displaystyle L}, em função das distâncias {\displaystyle x} e {\displaystyle y}:
{\displaystyle L=x+2\,y+d+{\frac {\pi \,r_{1}}{2}}+\pi \,r_{2}}
Em que {\displaystyle r_{1}} e {\displaystyle r_{2}} são os raios das duas roldanas.
O fio toca um quarto do perímetro da roldana fixa {\displaystyle (\pi \,r_{1}/2)} e metade do perímetro da roldana móvel {\displaystyle (\pi \,r_{2})}. 
Tendo em conta que {\displaystyle L}, {\displaystyle d}, {\displaystyle r_{1}} e {\displaystyle r_{2}} são constantes, e derivando a equação anterior em ordem ao tempo, obtém-se,
{\displaystyle {\dot {x}}=-2\,{\dot {y}}}
Ou seja, o valor da velocidade do carrinho será sempre o dobro do valor da velocidade do cilindro. O sinal negativo na equação acima indica que se o cilindro desce o carrinho desloca-se para a direita e vice-versa.
Derivando novamente essa última equação em ordem ao tempo, conclui-se que a aceleração do carrinho segundo a trajetória também é o dobro do que a aceleração do cilindro segundo a sua trajetória:
{\displaystyle {\ddot {x}}=-2\,{\ddot {y}}}
Estas relações entre as posições, velocidades e acelerações implicam que o sistema tem apenas um grau de liberdade. Uma vez conhecidas as expressões para a posição, velocidade e aceleração de um dos objetos, as expressões da posição, velocidade e aceleração do outro objeto serão obtidas multiplicando (ou dividindo) por 2.
Um segundo exemplo, com dois graus de liberdade, é o sistema de três roldanas e três cilindros na figura abaixo. As alturas dos três cilindros são determinadas pelos valores das 3 distâncias {\displaystyle y_{\mathrm {A} }}, {\displaystyle y_{\mathrm {B} }} e {\displaystyle y_{\mathrm {C} }}; como existe um único fio em movimento, existe apenas uma restrição (comprimento do fio constante), que permitirá expressar uma das três distâncias em função das outras duas.
O comprimento do fio é,
{\displaystyle L=y_{\mathrm {A} }+2\,y_{\mathrm {B} }+y_{\mathrm {C} }+{\mbox{constante}}}

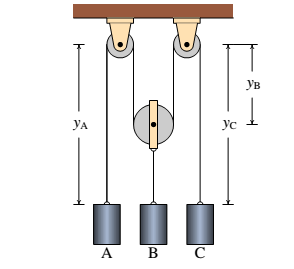
Sistema com três movimentos dependentes e dois graus de liberdade.

Em que a constante é a soma de metade dos perímetros das roldanas, que não é importante conhecer, já que vai desaparecer quando a equação for derivada e só altera as posições num valor constante.
A derivada da equação anterior em ordem ao tempo é:
{\displaystyle {\dot {y}}_{\mathrm {A} }+2\,{\dot {y}}_{\mathrm {B} }+{\dot {y}}_{\mathrm {C} }=0}
Neste caso existem vários possíveis movimentos; por exemplo, se o cilindro A estiver a subir e o cilindro C estiver a descer com a mesma velocidade, o cilindro B permanecerá estático; ou um dos cilindros poderá estar a descer e os outros dois a subir. O que sim não é possível é que os 3 cilindros estejam simultaneamente a descer ou a subir.
A derivada da equação anterior conduz à relação entre as acelerações:
{\displaystyle {\ddot {y}}_{\mathrm {A} }+2\,{\ddot {y}}_{\mathrm {B} }+{\ddot {y}}_{\mathrm {C} }=0}

### Ponto material
Esse conceito é utilizado na Física para simplificar a análise de movimento, ele conciste em um corpo cujas dimensoes, seja o tamanho ou forma podem ser desconsideradas em relação ao contexto do fenomeno estudado. Isso significa que suas dimensoes não influenciam o estudo do movimento e toda a massa do corpo é considerada concentrada em um unico ponto. Melhor descrevendo, suas dimensões são despreziveis conforme o referencial utilizado.

### Referencial
É um sistema de referência {\displaystyle {S}} em relação ao qual é definido o vetor posição {\displaystyle {\vec {r}}} do corpo em função do tempo. Este vetor fornece a posição do corpo em um dado instante {\displaystyle {t}}. Assume-se geralmente como origem do sistema de coordenadas a posição {\displaystyle {{\vec {r}}_{0}}} do corpo no instante inicial {\displaystyle {t_{0}}}. Este instante é escolhido arbitrariamente; para fins práticos pode-se dizer que é o instante em que se dispara o cronômetro para a análise do fenômeno.

### Trajetória
Um corpo, em relação a um dado referencial {\displaystyle {S}}, ocupa um determinado ponto {\displaystyle {P}} em um dado instante {\displaystyle {t}}. Chama-se de trajetória ao conjunto dos pontos ocupados por um corpo ao longo de um intervalo de tempo qualquer. Pode ser uma linha reta (movimento retilineo), uma curva ( movimento curvilíneo) ou até mesmo uma elipse, dependendo da natureza das forças e do referencial adotado.

### Deslocamento
É o vetor resultante da subtração do vetor posição final {\displaystyle {\vec {r}}_{2}} pelo vetor posição inicial {\displaystyle {\vec {r}}_{1}}:{\displaystyle {\Delta {\vec {r}}={\vec {r}}_{2}-{\vec {r}}_{1}}}É importante destacar que o deslocamento é uma grandeza vetorial, o que significa que leva em conta a posição, direção e sentido do movimento. No entanto, em determinados contextos, como em uma corrida de Fórmula 1, é mais útil trabalhar apenas com a distância percorrida, {\displaystyle D}, que corresponde ao comprimento total da trajetória. Para calcular essa trajetória, dividimos a curva em pequenos segmentos de reta orientados. À medida que o número desses segmentos tende ao infinito, obtemos a trajetória completa, ou seja:
{\displaystyle D=\int _{t_{0}}^{t}\Vert {\vec {v}}\Vert \ dt}

### Trajetória x Deslocamento
A relação entre trajetória e deslocamento é fundamental para entender o movimento de um corpo em relação a um referencial. A trajetória representa o conjunto de pontos ocupados pelo corpo durante um intervalo de tempo, enquanto o deslocamento é o vetor que resulta da diferença entre a posição final e a posição inicial do corpo. Por exemplo, em uma corrida de Fórmula 1, a trajetória percorrida é importante para analisar o desempenho, mas o deslocamento, que leva em consideração apenas a posição inicial e final, revela o quão longe o carro se deslocou em linha reta, independentemente do caminho sinuoso que pode ter tomado.
Exemplo: Se você caminha em torno de um campo circular e retorna ao ponto de partida, a trajetória seria a circunferência completa, mas o deslocamento seria zero, pois sua posição inicial e final são as mesmas.

## Velocidade média
Velocidade média é a razão do deslocamento {\displaystyle {\Delta S}} pelo intervalo de tempo {\displaystyle {\Delta t}}. A velocidade média pode ser considerada escalar se for considerado apenas o módulo do deslocamento. Em uma corrida de fórmula 1, por exemplo, se levarmos em conta somente o vetor posição, ao final de cada volta o piloto não terá desenvolvido velocidade, pois não houve deslocamento, uma vez que o vetor {\displaystyle {\vec {r}}} final é o mesmo que {\displaystyle {\vec {r_{0}}}}. Entretanto, considerando o módulo do espaço percorrido pelo piloto, teremos uma velocidade escalar média diferente de 0, portanto, muito mais útil para as análises necessárias. No movimento unidimensional, trabalhar tanto com um quanto com outro nos leva aos mesmos resultados. Pode-se definir a velocidade média como
{\displaystyle {{\vec {v_{m}}}={\frac {\Delta {\vec {S}}}{\Delta {t}}}={\frac {{\vec {S}}-{\vec {S_{0}}}}{t-t_{0}}}}}

## Velocidade instantânea
É a taxa de variação da posição de um corpo dentro de um intervalo de tempo {\displaystyle {\delta t}} infinitesimal (na prática, instantâneo). Define-se velocidade instantânea {\displaystyle {\vec {v}}} ou simplesmente velocidade como sendo:
{\displaystyle {{\vec {v}}={\frac {d{\vec {r}}}{dt}}}}
Podemos falar também de uma rapidez instantânea, que seria o módulo do vetor velocidade em um dado instante de tempo {\displaystyle {t}}.

## Aceleração média e instantânea
Aceleração é a taxa de variação da velocidade de um corpo em um dado intervalo de tempo. Assim como a velocidade, ela apresenta suas interpretações em situações mais globais (aceleração média) e em situações mais locais (aceleração instantânea). Elas são definidas como:
{\displaystyle {{\vec {a_{m}}}={\frac {{\vec {v}}-{\vec {v_{0}}}}{t-t_{0}}}}} (aceleração média)
{\displaystyle {{\vec {a}}={\frac {d{\vec {v}}}{dt}}}} (aceleração instantânea)

## Aceleração Tangencial
Define-se a aceleração tangencial no instante {\displaystyle t} igual à aceleração média num intervalo de tempo que inclui o tempo {\displaystyle t} , no limite em que o intervalo de tempo,{\displaystyle \Delta t} , se aproximar de zero.
{\displaystyle a_{t}(t)=\lim _{\Delta t\rightarrow 0}{\frac {\Delta v}{\Delta t}}}
Usando a notação abreviada com um ponto por cima, temos a seguinte equação:
{\displaystyle a_{t}={\dot {v}}={\ddot {s}}}
onde os dois pontos por cima da função indicam a sua segunda derivada em função do tempo.
Repare que a distância percorrida s(t) é uma função do tempo, sempre positiva e crescente, ou constante. Assim, a sua primeira derivada, {\displaystyle {\dot {s}}=v}, será sempre positiva, mas a sua segunda derivada, {\displaystyle {\ddot {s}}=at}
, poderá ter qualquer sinal. Uma aceleração tangencial negativa implica uma diminuição da velocidade e aceleração tangencial nula implica velocidade constante.

## Breve introdução à cinemática
A forma mais didática de se iniciar a cinemática é a partir do "movimento unidimensional", embora este seja apenas um caso particular do movimento geral num espaço euclidiano tridimensional (como esse em que vivemos). O movimento unidimensional consiste no movimento de uma "partícula" restrita a uma reta.
- Partículas e o movimento sobre uma reta

O conceito de partícula que será usado aqui difere do conceito de partícula encontrado na física quântica (ex: quarks, elétrons). Definiremos uma partícula como algo que possui apenas duas propriedades: localização e massa. Assim, note que a partícula não tem extensão nem forma. Para descrever a posição de um corpo extenso, precisamos dizer a localização de cada pedaço que o compõe, mas isso não é necessário para uma partícula. Graficamente, podemos pensar na partícula como um ponto que possui massa e se move pelo espaço com a passagem do tempo. As partículas não existem na realidade, são objetos matemáticos sobre os quais construímos a primeira descrição realmente poderosa do mundo.
Num espaço tridimensional, precisamos definir três números, ou "coordenadas", para dar a posição de uma partícula. Isso quer dizer que duas partículas que estejam à mesma altura podem não estar na mesma posição: uma pode simplesmente estar mais "para a frente" ou "para o lado" do que a outra. No entanto, existem casos onde podemos restringir o movimento das partículas a uma reta. Por exemplo, podemos pensar em partículas que só podem se mover "para os lados", não podendo nem subir ou descer e nem ir para a frente ou para trás. Assim, tudo o que precisamos para definir a posição da partícula nesse caso é de uma coordenada, que diz o quanto a partícula está "para o lado".
Vamos colocar isso de forma mais precisa. Definimos uma reta, à qual estão restritos os movimentos das partículas que estamos considerando. Sobre a reta, definimos um ponto qualquer, chamado de "origem". Definimos então uma coordenada "x" para a partícula. O módulo de x é a distância entre a partícula e a origem; enquanto o sinal é dado como positivo caso a partícula esteja à direita da origem, e negativo caso ela esteja à esquerda. A escolha da direita como positivo e esquerda como negativo é questão de definição: nada impede que se faça o contrário, tomando os devidos cuidados. Também nada impede que se faça uma reta vertical, definindo x como positivo quando estiver acima da origem e negativo abaixo dela, por exemplo. A escolha das "inclinações" da reta são irrelevantes aqui, e espera-se do leitor uma certa abstração quanto a isso.
- O problema da descrição

Com os procedimentos acima, está totalmente caracterizada a posição da partícula nisso que chamamos de movimento unidimensional. Agora, lembremos de que estamos caminhando para descrever um "movimento". O pensamento coloquial diria que isso significa que a partícula se move quando o tempo passa. Mas isso é vago, além de redundante: o tratamento adequado é:
1- Criar um conjunto, correspondente a um intervalo de números reais. Ou seja, define-se um número real t1 e um número real t2, e então todos os infinitos números entre t1 e t2 são elementos desse conjunto. Cada um desses números é um valor do tempo, dentro do intervalo de tempo t1-t2.
2- Criar um outro conjunto, cujos elementos serão valores da coordenada "x". Esse conjunto deve ser compatível com o "3":
3- Criar uma função do primeiro ao segundo conjunto. Ou seja, para cada valor do tempo haverá uma posição bem definida da partícula sobre a reta.
É interessante notar que a "passagem do tempo" inexiste em tal tratamento matemático, de modo que pode-se questionar a sua existência no mundo físico.
A função definida em "3" caracteriza totalmente o movimento unidimensional. Entretanto, a princípio seria impossível defini-la na prática: teríamos que pegar um por um os infinitos valores do tempo de um certo intervalo e relacionar a cada um deles uma posição diferente para a partícula! Obviamente isso não é necessário no mundo real. Em primeiro lugar, todos os movimentos que pudemos observar até hoje obedecem certas regras. Uma dessas regras é a "continuidade". Não vamos dar aqui uma definição matemática precisa do que é uma função contínua, mas um olhar qualitativo nos mostra que, em funções contínuas, se pegarmos valores do tempo cada vez mais próximos, veremos que as posições das partículas associadas a eles também se aproximarão arbitrariamente. Isso implica que a partícula não pode ir de um lugar ao outro sem antes percorrer todo o caminho entre esses dois pontos! Outras regras serão vistas mais tarde, mas a existência dessas regras implica que podemos escrever o movimento através de equações, o que nos permite fazer o trabalho descrito acima (relacionar infinitos elementos de dois conjuntos) com breves rabiscos no papel.
A existência de uma função que relaciona a cada valor do tempo uma posição no espaço é denotada por:
{\displaystyle x=x(t)}
Onde t são os valores do tempo.
- Velocidade média

Agora que a descrição do movimento unidimensional está completamente caracterizada, vamos pensar em conceitos importantes relacionados a ele. A importância desses conceitos é que eles estão relacionados às regras que regem o movimento, como veremos mais tarde. O primeiro conceito que colocaremos aqui é a velocidade média, definida por:
{\displaystyle v_{m}(t_{1},t_{2})={\frac {x(t_{2})-x(t_{1})}{t_{2}-t_{1}}}}
Ou seja, a velocidade média entre os tempos t1 e t2 é igual à diferença entre as posições da partícula no tempo t2 e no tempo t1, dividido pela diferença entre esses tempos. Não deve-se pensar que a velocidade média equivale a todo o espaço percorrido em um certo tempo dividido por esse tempo, porque a partícula pode ter retrocedido em seu caminho: pode ter percorrido no total muito mais espaço do que parece a quem vê apenas sua posição inicial e final (como alguém que viaja à Europa e depois de um mês está de volta ao mesmo local). Embora a descrição que leve em consideração o espaço total percorrido pareça muito mais "real", isso NÃO é considerado na velocidade média! Só importa a posição inicial e a final, e o tempo decorrido.
- Velocidade instantânea

Fica claro que, quanto menor é o intervalo de tempo t2 - t1, mais precisa é a descrição dada pela velocidade média. Se o tempo for de dez anos, alguém poderia ter conhecido o mundo todo antes de voltar para casa nesse período (e pareceria à velocidade média que ele quase não se deslocou). Mas se o tempo foi de um segundo, a pessoa não pode ter feito tanta coisa assim. Isso nos leva a desejar a formulação do conceito de "velocidade instantânea", ou seja, algo análogo à velocidade média, mas com uma precisão infinita. Para aumentar a precisão da velocidade, é preciso considerar tempos cada vez menores, ou seja, valores de t2 arbitrariamente próximos de t1. Assim, usamos a operação matemática conhecida como "limite": a velocidade instantânea é o limite da velocidade média quando t2 tende a t1. Ou seja:
{\displaystyle v(t_{1})=\lim _{t_{2}\to t_{1}}{\frac {x(t_{2})-x(t_{1})}{t_{2}-t_{1}}}}
A operação acima descrita é chamada uma "derivada". Se temos uma função qualquer f(t), então a derivada de f(t) no ponto t1 é:
{\displaystyle f'(t)=\lim _{t_{2}\to t_{1}}{\frac {f(t_{2})-f(t_{1})}{t_{2}-t_{1}}}}
Ou, se definirmos t2 = t1+h,
{\displaystyle f'(t_{1})=\lim _{h\to 0}{\frac {f(t_{1}+h)-f(t_{1})}{h}}}
Assim, fica claro que a velocidade instantânea v(t1) é a derivada da função x(t) no ponto t1. Ou seja, A velocidade instantânea é a derivada temporal da posição.
Em outras palavras, a velocidade é a taxa de variação da posição: quanto maior a velocidade, mais rápido a posição varia. Se a velocidade for positiva, a posição muda no sentido que foi definido como positivo para a posição (veja a seção "Partículas e o movimento sobre uma reta") . Se for negativa, a posição muda no sentido inverso: o que foi definido negativo para a posição.
- Relação entre velocidade média e velocidade instantânea

Este trecho supõe que o leitor entenda o conceito de integral. A partir da equação
{\displaystyle a={\frac {dv}{dt}}}
Podemos integrar os dois lados em relação a t, de modo a obter
{\displaystyle v(t)=\int adt+C}
Com a condição v(0) = v0, fica claro que C = v0, ou seja
{\displaystyle v(t)=v_{0}+\int adt}
E sabemos que
{\displaystyle v={\frac {dx}{dt}}=v_{0}+\int adt}
Então, integrando os dois últimos membros, temos
{\displaystyle x=x_{0}+v_{o}\Delta t+\int \left(\int adt\right)dt}
Agora, substituindo isso na definição da velocidade média
{\displaystyle v_{m}={\frac {x-x_{0}}{\Delta t}}}
temos
{\displaystyle v_{m}=v_{0}+{\frac {1}{\Delta t}}\int \left(\int adt\right)dt}
Também podemos exprimir este resultado em relação à velocidade instantânea.
{\displaystyle v_{m}=v_{0}+{\frac {1}{\Delta t}}\int v-v_{0}dt}
{\displaystyle v_{m}=v_{0}+{\frac {1}{\Delta t}}\left(-v_{0}\Delta t+\int vdt\right)}
{\displaystyle v_{m}={\frac {1}{\Delta t}}\int vdt}
Que é uma relação interessante, e expande o significado físico da velocidade média.
- O referencial

Ver "O referencial no movimento unidimensional", no artigo "Referencial" indicado no fim desta página.
- A aceleração - média e instantânea

Da mesma forma que definimos a velocidade média, podemos definir a "aceleração média" como
{\displaystyle a_{m}(t_{1},t_{2})={\frac {v(t_{2})-v(t_{1})}{t_{2}-t_{1}}}}
E, analogamente à velocidade, a aceleração instantânea:
{\displaystyle a(t_{1})=\lim _{t_{2}\to t_{1}}{\frac {v(t_{2})-v(t_{1})}{t_{2}-t_{1}}}}
Então, A aceleração instantânea é a derivada temporal da velocidade. 
A aceleração é a taxa de variação da velocidade: quanto maior a aceleração, mais rápido a velocidade varia. Se a aceleração for positiva, e a velocidade for positiva, então o módulo da velocidade aumenta. Se ela for negativa, e a velocidade, positiva, então o módulo da velocidade diminui. Assim, a aceleração "puxa" a velocidade na direção dela, fazendo-a crescer caso ambas estejam no mesmo sentido, e diminuir caso estejam em sentidos opostos.
A relação entre aceleração média e instantânea é a mesma que há entre a velocidade média e a instantânea.
- Movimento unidimensional uniforme

Este movimento é caracterizado pelo simples fato de que não há aceleração agindo sobre a partícula.
Aqui (e na seção "Movimento unidimensional uniformemente variado") iremos demonstrar todos os resultados de forma que não requeira o conhecimento do Cálculo. No entanto, o leitor que esteja familiarizado à integração pode notar que todos esses resultados vêm facilmente das relações:
{\displaystyle a(t)={\frac {dv}{dt}}\Rightarrow v(t)=v(t)=v_{0}+\int adt}
{\displaystyle v={\frac {dv}{dt}}\Rightarrow x=x_{0}+v_{o}\Delta t+\int \left(\int adt\right)dt}
Agora, procuraremos formas de demonstrar as equações do movimento uniforme para quem não conheça os métodos da integração.
Para isso, lembremos que a aceleração é a taxa de variação da velocidade com o tempo. Sendo assim, em um movimento onde não haja aceleração, a velocidade obviamente não varia com o tempo. Isto é, ela permanece constante. Então, no movimento unidimensional uniforme:
{\displaystyle v(t)=v_{0}}
Então, lembrando que a velocidade é a taxa de variação da posição, e sabendo que ela é constante, vemos que a posição varia uniformemente com o tempo, o que justifica o nome desse movimento. Ou seja, variação da posição é diretamente proporcional ao tempo, sendo a constante de proporcionalidade a velocidade!
{\displaystyle \Delta x(t)=v_{0}\Delta t}
Escrevendo delta x = x - x0, temos
{\displaystyle x=x_{0}+v_{0}\Delta t}
Essa equação dá uma descrição completa do movimento uniforme.
- Movimento unidimensional uniformemente variado

Esse movimento é caracterizado pelo fato de que a aceleração é constante. Lembrando que a aceleração é a taxa de variação da velocidade (assim como a velocidade é a taxa de variação da posição), podemos escrever a relação entre a velocidade e a aceleração da mesma forma que escrevemos a relação entre a posição e a velocidade:
{\displaystyle v(t)=v_{0}+a\Delta t}
Para encontrar x, podemos usar a velocidade média:
{\displaystyle v_{m}(t_{1},t_{2})={\frac {x(t_{2})-x(t_{1})}{t_{2}-t_{1}}}}
Que leva a
{\displaystyle v_{m}(t_{1},t_{2})\Delta t+x_{0}=x}
Como a velocidade cresce uniformemente, a velocidade média deve ser a média aritmética entre a velocidade final (ou simplesmente v(t)) e a velocidade inicial
{\displaystyle v_{m}(t)={\frac {v(t)+v_{0}}{2}}}
Assim,
{\displaystyle x_{0}+\Delta t{\frac {v(t)+v_{0}}{2}}=x}
E, usando o valor de v(t) encontrado lá em cima, temos:
{\displaystyle x(t)=x_{0}+{\frac {v_{0}+a\Delta t+v_{0}}{2}}\Delta t}
De onde vem:
{\displaystyle x(t)=x_{0}+v_{0}\Delta t+{\frac {1}{2}}a(\Delta t)^{2}}
Em certos casos, convém encontrar x em função da velocidade instantânea, e não do tempo. Para isso, basta encontrar o valor do tempo em função da velocidade através da equação da velocidade:
{\displaystyle v(t)=v_{0}+a\Delta t\Rightarrow \Delta t={\frac {v-v_{0}}{a}}}
E substituir o tempo por esse valor, na equação de x(t):
{\displaystyle x(t)=x_{0}+v_{0}\left({\frac {v-v_{0}}{a}}\right)+{\frac {1}{2}}a\left({\frac {v-v_{0}}{a}}\right)^{2}}
O que arrumamos para obter uma equação mais singela:
{\displaystyle x(v)=x_{0}+{\frac {v_{0}v-v_{0}^{2}}{a}}+{\frac {1}{2}}a{\frac {v^{2}-2vv_{0}+v_{0}^{2}}{a^{2}}}}
{\displaystyle x(v)=x_{0}+{\frac {v_{0}v-v_{0}^{2}}{a}}+{\frac {v^{2}-2vv_{0}+v_{0}^{2}}{2a}}}
{\displaystyle x(v)=x_{0}+{\frac {v^{2}-v_{0}^{2}}{2a}}}
{\displaystyle x(v)-x_{0}=\Delta x={\frac {v^{2}-v_{0}^{2}}{2a}}}
{\displaystyle v^{2}=v_{0}^{2}+2a\Delta x}
Que é uma equação bastante útil. O conceito de trabalho emerge dela, como pode ser visto no artigo "Trabalho", que está indicado no fim desta página.
Note que o movimento uniforme é um caso especial do movimento uniformemente variado. Basta colocarmos na equação inicial (a=C), C = 0. Assim, a aceleração é 0, e todas as equações se reduzem às do movimento uniforme:
{\displaystyle v(t)=v_{0}+0.\Delta t\Rightarrow v(t)=v_{0}}
{\displaystyle x(t)=x_{0}+v_{0}\Delta t+{\frac {1}{2}}.0(\Delta t)^{2}\Rightarrow x(t)=x_{0}+v_{0}\Delta t}
A equação 
{\displaystyle v^{2}=v_{0}^{2}+2a\Delta x}
com a=0, nos dá a identidade, já que v = v_0:
{\displaystyle v^{2}-v^{2}=2.0.\Delta x\Rightarrow 0=0}
Isso reflete o fato de que saber a velocidade em um dado instante não é o bastante para saber a posição nesse instante. De fato, todas as posições correspondem à mesma velocidade.

## Equações cinemáticas
Se tivermos uma expressão matemática para uma das variáveis cinemáticas em função do tempo, as expressões para as outras duas variáveis podem ser calculadas resolvendo as equações cinemáticas.
Nos casos em que é conhecida uma expressão para a velocidade em função da distância percorrida {\displaystyle s}, a derivada da velocidade em ordem ao tempo deve ser calculada usando a regra da cadeia para funções implícitas:
{\displaystyle a_{\mathrm {t} }={\dfrac {\mathrm {d} \,v}{\mathrm {d} \,t}}={\dfrac {\mathrm {d} \,v}{\mathrm {d} \,s}}{\dfrac {\mathrm {d} \,s}{\mathrm {d} \,t}}={\dfrac {\mathrm {d} \,v}{\mathrm {d} \,s}}\,{\dot {s}}=v\,{\dfrac {\mathrm {d} \,v}{\mathrm {d} \,s}}}
Esta é outra equação cinemática. Resumindo, há quatro equações cinemáticas:
{\displaystyle v={\dot {s}}\qquad a_{\mathrm {t} }={\dot {v}}\qquad a_{\mathrm {t} }={\ddot {s}}\qquad a_{\mathrm {t} }=v\,{\dfrac {\mathrm {d} \,v}{\mathrm {d} \,s}}}
e quatro variáveis: {\displaystyle t}, {\displaystyle s}, {\displaystyle v} e {\displaystyle a_{\mathrm {t} }}. 
Em cada uma das equações cinemáticas aparecem 3 dessas variáveis. Para poder resolver alguma dessas equações diferenciais de primeira ordem usando os métodos analíticos tradicionais, é necessário conhecer uma expressão que relacione as 3 variáveis na equação, para poder eliminar uma das variáveis; uma equação diferencial ordinária tem sempre duas variáveis, uma delas considerada variável independente.
Por exemplo, a equação {\displaystyle v={\dot {s}}} relaciona as três variáveis {\displaystyle v} , {\displaystyle s} e {\displaystyle t} (o ponto é derivação em ordem a {\displaystyle t}); para resolver essa equação é necessário conhecer uma expressão para {\displaystyle v}, em função de  {\displaystyle s} e {\displaystyle t}, ou para {\displaystyle s} em função de {\displaystyle v} e {\displaystyle t} ou ainda para {\displaystyle t} em função de {\displaystyle v} e {\displaystyle s}.

### Movimento ao longo de um eixo
Em alguns casos é mais conveniente trabalhar com a posição em vez da distância percorrida. Para medir a posição ao longo do percurso, escolhem-se uma origem e um sentido positivo no percurso. A posição será indicada por meio de uma coordenada {\displaystyle x}que pode ser positiva, negativa ou nula.
Essa coordenada poderá ser medida ao longo de um eixo retilíneo (eixo dos {\displaystyle x}) que não coincide com a trajetória do objeto e, nesse caso, {\displaystyle x} indicará a posição da projeção do ponto no eixo dos {\displaystyle x}.
Mas também é possível usar {\displaystyle x} para representar a posição medida ao longo do percurso do objeto e, nesse caso, o eixo {\displaystyle x} poderá ser uma curva em vez de uma reta.
A derivada da coordenada {\displaystyle x} em ordem ao tempo é a componente a componente da velocidade {\displaystyle v_{x}} que também poderá qualquer sinal e a derivada de {\displaystyle v_{x}} em ordem ao tempo será a componente da aceleração segundo a trajetória, {\displaystyle a_{x}}. 
O sinal de {\displaystyle a_{x}} já não indicará diretamente se o objeto está a andar mais depressa ou a abrandar, pois será necessário ter em conta também o sinal de {\displaystyle v_{x}}.
Em função das componentes ao longo do eixo as equações cinemáticas apresentam a mesma forma que as equações cinemáticas:
{\displaystyle v_{x}={\dot {x}}\qquad a_{x}={\dot {v}}_{x}\qquad a_{x}={\ddot {x}}\qquad a_{x}=v_{x}\,{\dfrac {\mathrm {d} \,v_{x}}{\mathrm {d} \,x}}}
{\displaystyle x}pode ser também substituído por {\displaystyle y}, {\displaystyle z} ou qualquer outra letra que seja usada para chamar o eixo ao longo do percurso.
A relação das componentes da velocidade e da aceleração com a velocidade e a aceleração segundo a trajetória é:
{\displaystyle v=|v_{x}|\qquad a_{\mathrm {t} }=a_{x}\quad ({\mbox{se }}v_{x}>0)\qquad a_{\mathrm {t} }=-a_{x}\quad ({\mbox{se }}v_{x}<0)}

### Equações lineares de movimento
O corpo é considerado em dois instantes no tempo: um ponto "inicial" e o "atual". Frequentemente, problemas na cinemática lidam com mais de dois instantes e diversas aplicações das equações são necessárias.
{\displaystyle v=v_{0}+a\Delta t\,}
{\displaystyle \Delta s={\begin{matrix}{\frac {1}{2}}\end{matrix}}(v_{0}+v)\Delta t}
{\displaystyle \Delta s=v_{0}\Delta t+{\begin{matrix}{\frac {1}{2}}\end{matrix}}a\Delta t^{2}}
{\displaystyle v^{2}=v_{0}^{2}+2a\Delta s\ \,}
{\displaystyle \Delta s=v\Delta t-{\begin{matrix}{\frac {1}{2}}\end{matrix}}a\Delta t^{2}}
onde
- {\displaystyle v_{0}\,} (m/s) é a velocidade inicial do corpo
- Seu estado atual é definido por: {\displaystyle \Delta s\,}(m), a distância percorrida desde o instante inicial
- {\displaystyle v\,}(m/s), a velocidade atual
- {\displaystyle \Delta t\,}(s), a variação de tempo entre o instante atual e o instante inicial

- a (m/s^2) é a aceleração constante, ou no caso de corpos se movendo sob a ação da gravidade, g.

Note que cada uma das equações contém quatro das cinco variáveis.

## Aceleração da gravidade
Perto da superfície da Terra, todos os objetos que sejam deixados deslocar-se livremente, têm uma aceleração com valor constante, chamada aceleração da gravidade e representada pela letra {\displaystyle g}.
Em diferentes locais o valor de {\displaystyle g} sofre alterações, mas, na maioria das vezes, considera-se aproximadamente {\displaystyle 9.8m/s^{2}}.
A resistência do ar produz outra aceleração que contraria o movimento, mas quando essa resistência for desprezável, admite-se que o valor da aceleração é constante e igual a {\displaystyle g}.

A aceleração segundo a trajetória produzida pela gravidade poderá ser positiva, negativa ou nula, já que pode fazer aumentar ou diminuir a velocidade do objeto, e poderá ter um valor diferente de {\displaystyle g} se a trajetória não for vertical. 
Mas se o eixo dos {\displaystyle y} for definido na vertical e apontando para cima, a componente da aceleração no eixo dos {\displaystyle y} (projeção na vertical do movimento do objeto) terá sempre o valor constante {\displaystyle a_{y}=-9.8m/s^{2}} (ou +9.8 se o sentido positivo do eixo {\displaystyle y} for definido para baixo).

### Lançamento de projéteis
Escolhendo o eixo dos {\displaystyle z} na direção vertical, com sentido positivo para cima, a forma vetorial da aceleração da gravidade é:
{\displaystyle {\vec {a}}=-g\,{\vec {e}}_{z}}
onde {\displaystyle g} é, aproximadamente, {\displaystyle 9,8m/s^{2}}.
Se um projétil for lançado com velocidade inicial {\displaystyle {\vec {v}}_{0}} , a aceleração da gravidade alterará essa velocidade, na direção de {\displaystyle {\vec {e}}_{z}} , produzindo uma nova velocidade que estará no mesmo plano formado pelos vetores {\displaystyle {\vec {v}}_{0}} e {\displaystyle {\vec {e}}_{z}}. 
Conclui-se assim que a trajetória do projétil estará sempre no plano vertical formado por {\displaystyle {\vec {v}}_{0}} e {\displaystyle {\vec {e}}_{z}}. 
A única exceção a essa regra é quando {\displaystyle {\vec {v}}_{0}} for vertical; nesse caso, {\displaystyle {\vec {v}}_{0}} e {\displaystyle {\vec {e}}_{z}} não formam um plano e a trajetória é uma reta vertical.